# Franciszek Kukla
Franciszek Kukla (ur. 16 lipca 1953 w Bytomiu) – polski hokeista, bramkarz bytomskiej Polonii, mistrz (3 razy) i reprezentant Polski (51 razy), olimpijczyk z Calgary (1988).

## Kariera
Był bramkarzem Polonii Bytom 1966–1988 (wychowanek trenerów Emila i Tadeusza Nikodemowiczów) i Crvenej Zvezdy Belgrad (1988–1989). Trzykrotny mistrz (1984, 1986, 1988) i wicemistrz Polski (1983, 1985, 1987)
Rozegrał w polskiej lidze 223 mecze i zdobył Złoty Kij redakcji "Sportu" dla najlepszego hokeisty w kraju (1985).
51-krotny reprezentant Polski (1984-1988), olimpijczyk (1988) i uczestnik 3 turniejów o MŚ: 1985 Fryburg - 9 m. (gr. B-1), 1986 Moskwa - 8 m. (m.in. bronił w wygranym 2-1 meczu z ówczesnymi mistrzami świata Czechosłowacją), 1987 Canazei - 9 m. (gr. B-1).
Po wygraniu przez Polskę turnieju mistrzostw świata Grupy B w 1985 i uzyskanym awansie do Grupy A został odznaczony Brązowym Medalem za Wybitne Osiągnięcia Sportowe.
Syn Aleksandra i Józefy Poniewierskiej. Żonaty (Barbara Górska), mieszka w Radzionkowie, gdzie prowadzi wraz z siostrą firmę wytwarzającą obrusy, poduszki i nakrycia na fotele.
Od 2012 do 2014 asystent trenera Polonii Bytom.